# 남천 (식물)
남천(南天, 영어: nandina, sacred bamboo 또는 heavenly bamboo)은 매자나무과에 속하는 나무로 남천속에 속하는 유일한 종이다.  남천촉, 남천죽이라고도 부른다.

## 생태
히말라야에서 일본에 이르는 동아시아 원산이며 반상록(semi-evergreen) 떨기나무이다. 가을에 붉게 드는 단풍과 겨우내 달려 있는 붉은 열매가 아름다워 남부 지방에서 정원이나 공원에 관상수로 심어 기른다. 3m까지 자라며 추위에 약하다. 나무껍질은 회갈색으로 세로로 얕게 갈라진다. 잎은 어긋나고 길이 30~50cm의 3회깃꼴겹잎이며 작은 잎은 길이 3~10cm에 타원 모양의 피침형으로 가죽질이며 가장자리가 밋밋하다. 6~7월에 줄기 끝에서 길이 20~30cm의 원추꽃차례에 자잘한 흰색 꽃이 달린다. 열매는 장과로 둥글며 10월에 붉게 익는다. 변종으로 열매가 황백색으로 익는 노랑남천(N. domestica var. leucocarpa)이 있다.

## 쓰임새
열매와 줄기, 잎을 약재로 쓴다. 생약으로 열매를 쓰며 남천실이라고 한다. 도메스틴, 이소코리딘 등의 알칼로이드를 함유하고 있다. 백일해, 천식과 같은 병 때문에 생기는 기침을 가라앉히는데 쓰고, 잎은 강장제로 쓴다. 편도선염이나 구내염, 치통, 인두염 등에는 말린 남천잎 3~5g을 100ml의 물과 함께 달여 반 정도 된 액을 식혀서, 수시로 목 양치질을 하면 효과가 좋다.

## 사진

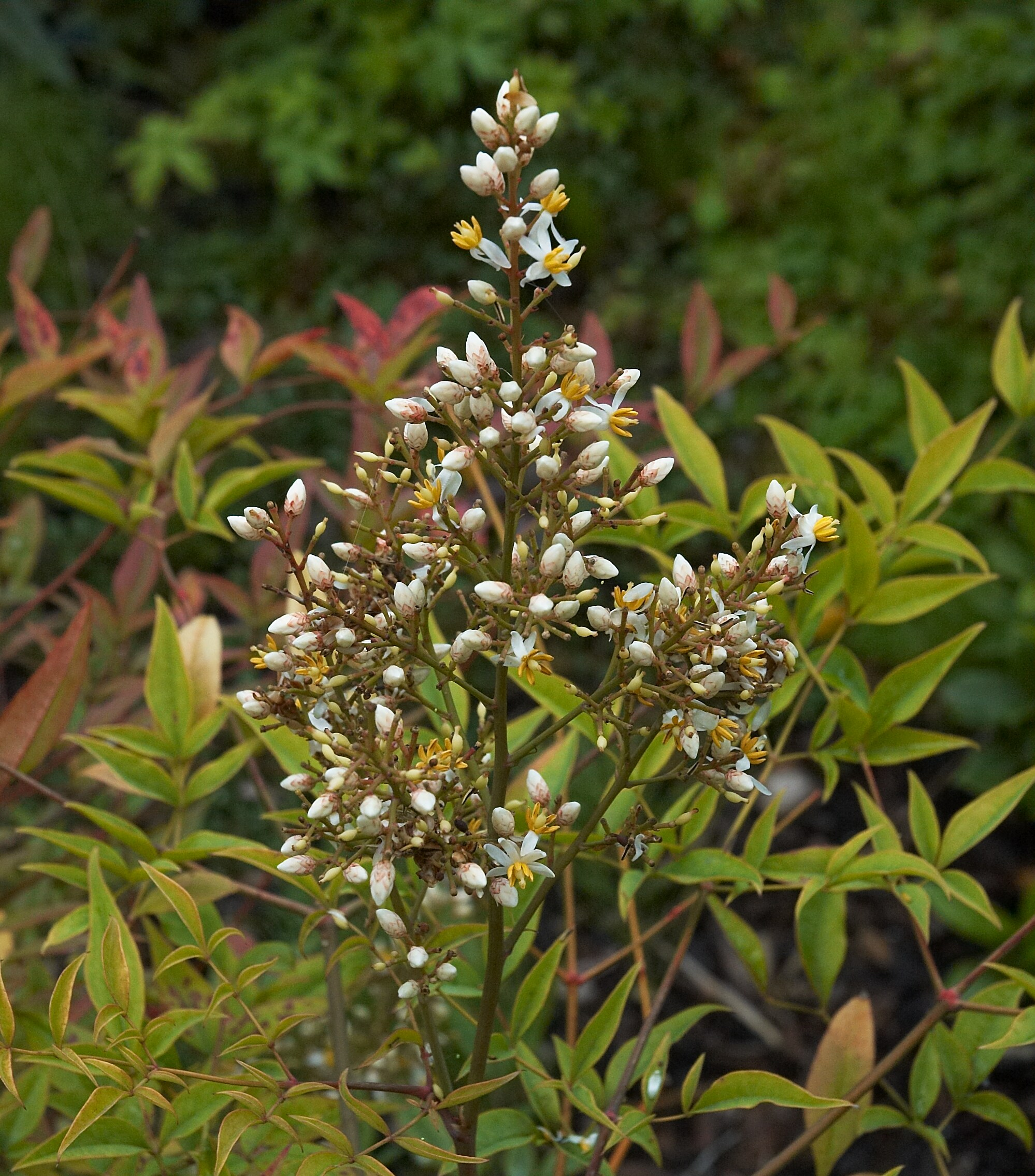
원추꽃차례로 핀 꽃
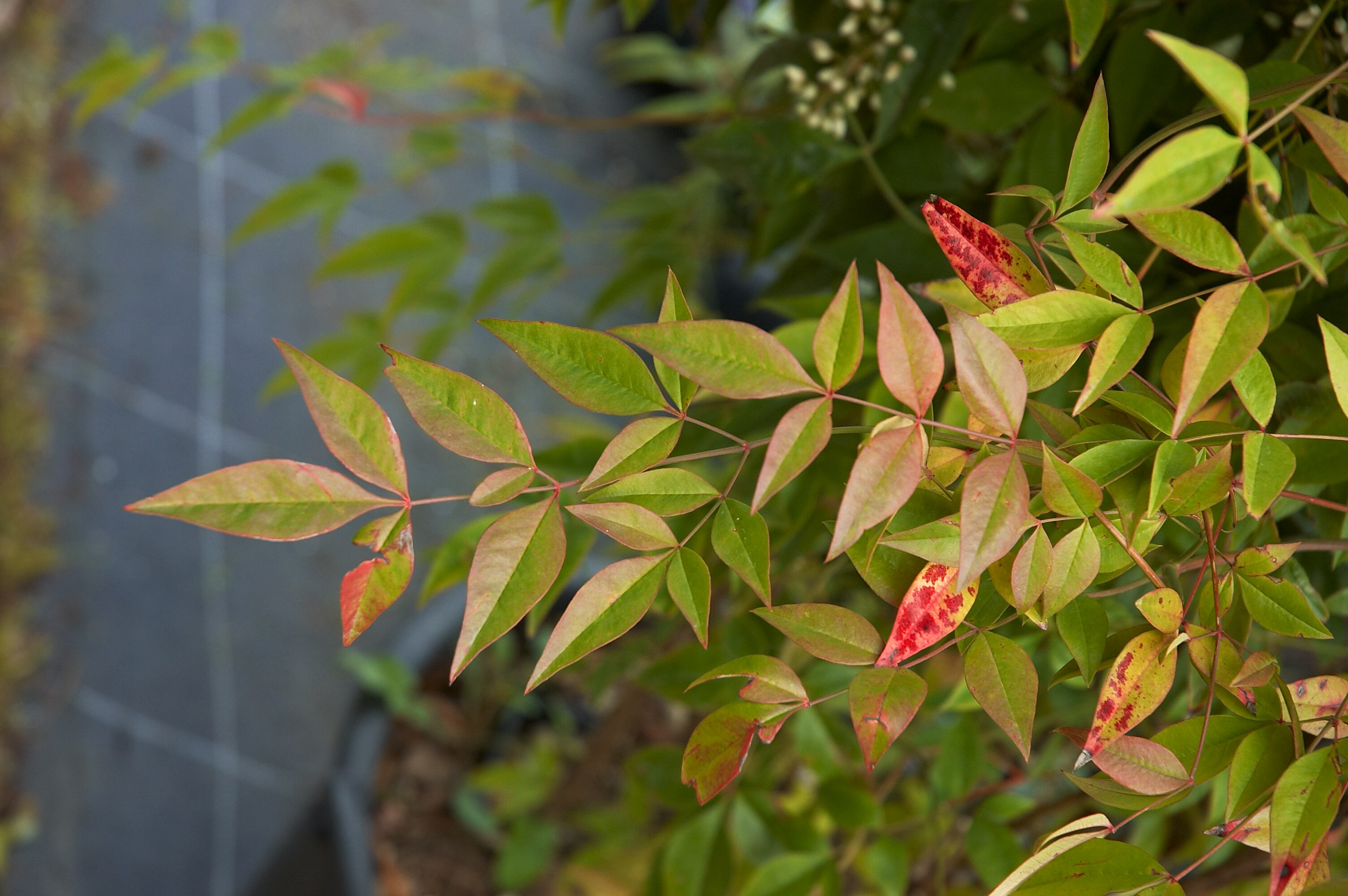
3회깃꼴겹잎
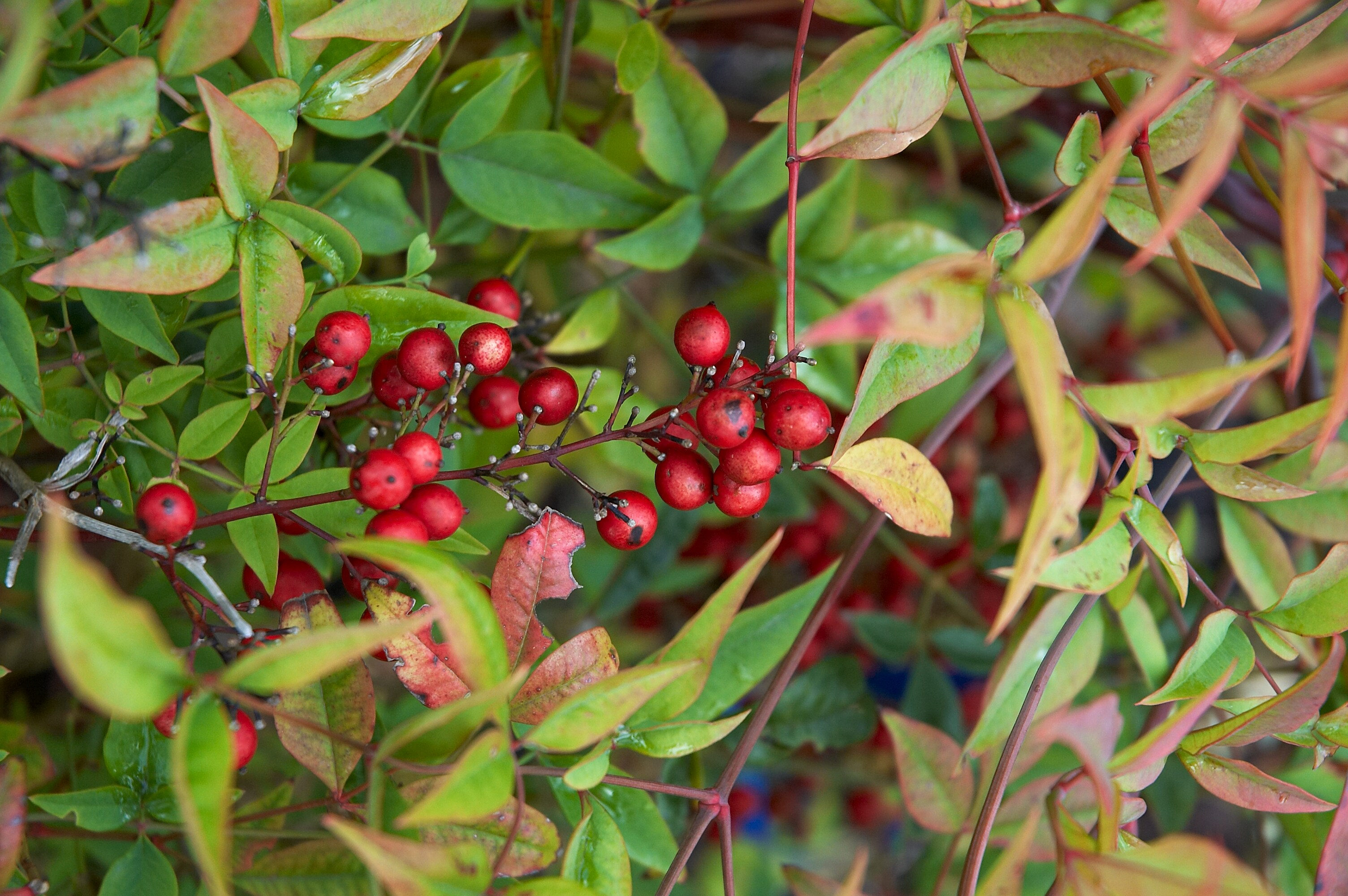
열매